# У Сантьяго йде дощ (фраза)
«У Сантьяго йде дощ» (ісп. Llueve sobre Santiago) — пароль до початку військового заколоту в Чилі в 1973. Передана на військових радіочастотах фраза стала сигналом для прихильників генерала Августо Піночета до початку повстання і повалення президента Сальвадора Альєнде. Ця фраза дала назву знятому в 1976 фільму режисера Ельвіо Сото, однойменну музичну тему до якого написав знаменитий аргентинський композитор та музикант Астор П'яццолла.
Під час судового процесу над Піночетом багато журналістів — використовуючи гру слів «Santiago» та «mojado» — переробляли цю фразу в «Дощ підмочив Піночета» (ісп. Llueve sobre mojado para los Pinochet).
Останнім часом виникла думка, поки що підтверджена лише дослідженнями в Інтернеті, що фраза «У Сантьяго йде дощ» є історичним міфом, що з'явився після виходу однойменного фільму режисера Ельвіо Сото.